# Ван Далэй
Ван Далэй (кит. упр. 王大雷, пиньинь Wáng Dàléi; род. 10 января 1989, Далянь, Ляонин) — китайский футболист, вратарь клуба «Шаньдун Лунэн» и сборной КНР.

## Карьера

### Клубная карьера
В возрасте 17 лет и 60 дней начал профессиональную карьеру за «Шанхай Шэньхуа» — 11 марта 2006 года вышел на поле в игре против «Интер Сиань», став самым молодым голкипером в истории китайского футбола. В том матче его команда сыграла вничью 1-1.
Кроме того, Ван стал основным вратарем команды.
Летом этого же года в свой тренировочный лагерь игрока пригласил итальянский «Интер». Осенью игрок вернулся в Шанхай, где продолжил выступления за основу — в дебютном сезоне 2006 года он провёл 22 игры. По итогам выступлений Китайская футбольная ассоциация наградила его как «Лучшего молодого игрока Китая». Также Ван попал в известный игровой симулятор Football Manager 2007 — в игре у игрока был огромный потенциал, который помогал превратить его в выдающегося голкипера.
В следующем сезоне клуб «Шанхай Юнайтед» был объединён с «Шанхай Шэньхуа» и игрок столкнулся с конкуренцией за место основного вратаря. Тем не менее, по окончании сезона Ван вместе с несколькими другими игроками из Шанхая был приглашен на просмотр в «Манчестер Сити». Игрок не произвел особого впечатления на скаутов «Ман Сити», однако его физические кондиции заметно возросли — после разочаровывающего сезона 2007 года с «Шэньхуа» Ван вновь стал первым номером команды и в следующем сезоне был близок к выигрышу чемпионского титула. Летний перерыв Ван снова использовал, чтобы съездить на просмотр, на этот раз в команду Эредивизиона «ПСВ», однако также не подошёл клубу. Кроме того, он не прошёл предсезонную подготовку с «Шэньхуа» и уступил место в составе Цю Шэнцзюну. С приходом в сезоне 2010 года нового главного тренера (им стал Мирослав Блажевич) Ван вновь стал основным голкипером, однако из-за выступлений за молодёжную сборную страны пропустил большую часть сезона.
1 января 2014 года перешёл в клуб «Шаньдун Лунэн». В составе нового клуба дебютировал 7 марта 2014 года, когда его команда одержала победу над «Харбин Итэн» со счётом 1-0.

### Международная карьера
Ван Далэй выступал за молодёжные сборные страны различных возрастов. Так, он был в составе молодёжной команды до 17 лет, которая выиграла Чемпионат АФК 2004 года. Кроме того, он принимал участие в играх сборной до 23 лет — команды, которая отбиралась на летнюю Олимпиаду 2008 года, но в финальную часть не попал, так как не имел игровой практики в «Шэньхуа». Несмотря на неудачу, Ван вернул себе место в составе на Азиатских играх 2010 года, однако после провального матча с молодёжной сборной Японии, которую его сборная проиграла со счётом 3-0 игра голкипера была подвергнута критике.
Первый вызов в национальную сборную получил ещё в 2006 году в рамках товарищеских игр с Францией и Швейцарией. Дебютировал только в 6 сентября 2012 года, а сборная проиграла команде Швеции со счётом 1-0. Был признан игроком матча.

## Достижения

### Клубные
«Шанхай Шэньхуа»
- Кубок чемпионов Восточной Азии : 2007

### Международные
Китай Китай (U-17):
- Чемпион АФК : 2004

### Индивидуальные
- Лучший молодой игрок года (КФА) : 2008